# Björn Migge
Björn Migge (* 1963) ist ein deutscher Mediziner und Autor von Fachbüchern über Coaching.

## Leben und Wirken
Migge studierte zunächst Astrophysik, dann Medizin an der Johannes Gutenberg-Universität Mainz, wo er 1995 mit einer Studie über die Otosklerose promovierte. Bis Ende 2003 war er als Arzt und als Dozent am Universitätsspital Zürich tätig. Seit 2003 spezialisierte er sich auf das Coaching und auf Psycho- und Hypnosetherapie. An der Ruhr-Universität Bochum lehrt Migge klinische Hypnose. Migge hat mehrere Fachbücher über das Coaching vorgelegt.

## Werke
- Handbuch Business-Coaching. Weinheim, Basel: Beltz Verlag 2011, 2. Aufl. 2017, ISBN 978-3-407-36463-0
- Schema-Coaching. Weinheim, Basel: Beltz Verlag 2013, ISBN 978-3-407-36528-6
- Handbuch Coaching und Beratung. 4. Aufl. 2018 Weinheim, Basel: Beltz Verlag 2016, ISBN 978-3-407-36539-2
- Sinnorientiertes Coaching. Weinheim, Basel: Beltz Verlag 2016, ISBN 978-3-407-36575-0
- Hypnose und Hypnotherapie. Weinheim, Basel: Beltz Verlag 2018, ISBN 978-3-407-36642-9